# Mokhtar Hasni
Mokhtar Hasni (Siliana, 19 de março de 1952 – 21 de janeiro de 2024) foi um futebolista tunisiano. Ele competiu na Copa do Mundo FIFA de 1978, sediada na Argentina, na qual a seleção de seu país terminou na nona colocação dentre os 16 participantes.

## Morte
Hasni morreu no dia 21 de janeiro de 2024, aos 71 anos.